# Benvenuti (companie)
Benvenuti este o companie de retail de încălțăminte și marochinărie din România.
Dan Pavel deține 85% din acțiunile companiei împreună cu Adrian Certezeanu, Adrian Cazu și Gabriel Țepelea care au restul de acțiuni.
Compania deține o rețea de 42 de magazine.
Număr de angajați în 2011: 250
Cifra de afaceri:
- 2009: 8,3 milioane euro[1]
- 2008: 11,7 milioane euro[1]
- 2011: 13 milioane euro[1]